# Prebold
Prebold (em alemão:  Pragwald) é um município da Eslovênia. A sede do município fica na localidade de mesmo nome.